# Buraco negro supermassivo

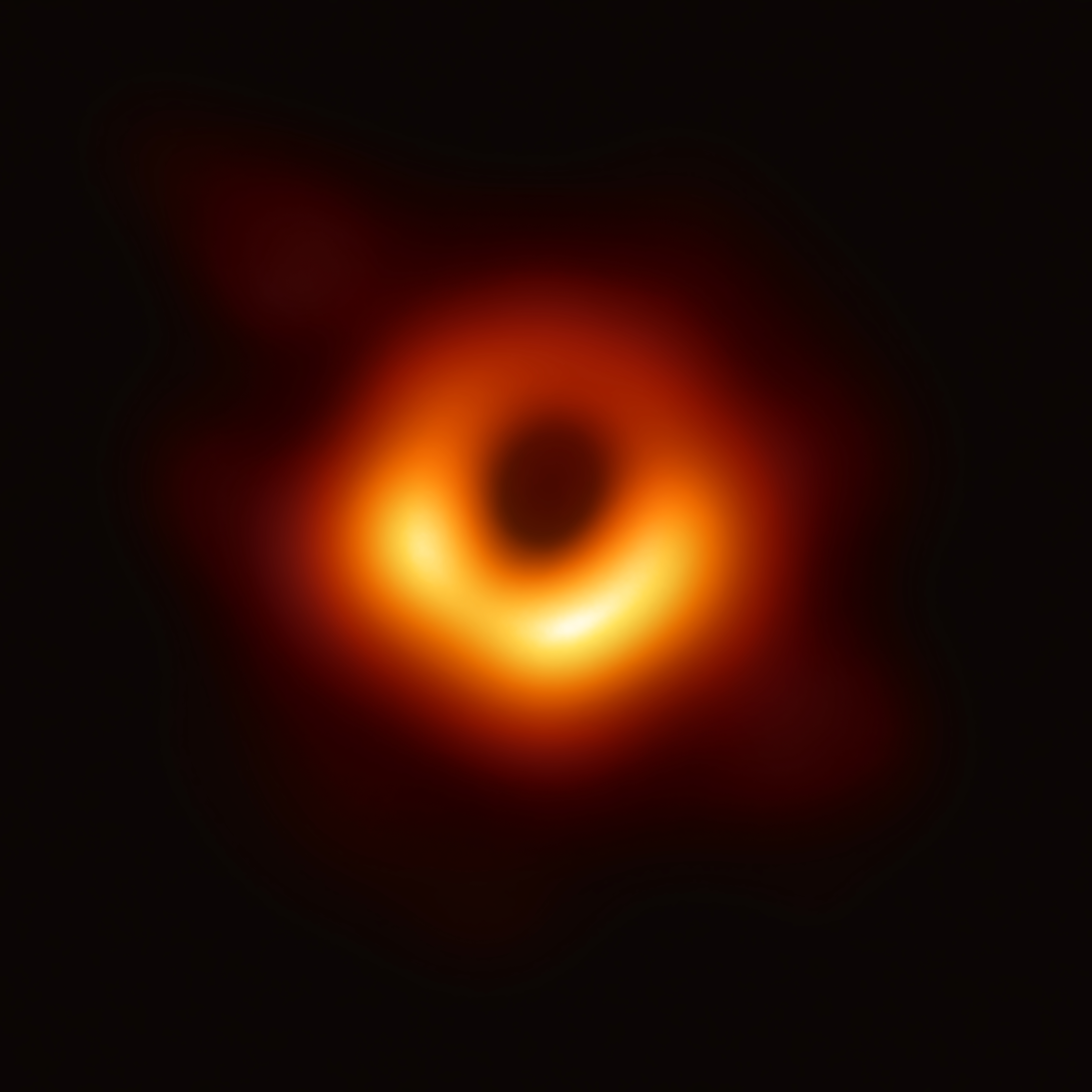
A primeira imagem direta de um buraco negro supermassivo, encontrado no núcleo galáctico de Messier 87. Esta visão é um tanto de cima, olhando para baixo em um de seus jatos galácticos. Em vez de um disco de acreção, ela mostra radiação síncrotron na faixa de micro-ondas (1,3 mm). Esta luz foi emitida por elétrons capturados no vórtice de plasma na base de um jato. A radiação dessa comprimento de onda não revela as características térmicas que se pensa predominar nas emissões de um disco de acreção. A radiação síncrotron é mostrada após sua interação com a esfera de fótons do buraco negro, que gera o anel. A característica central escura indica a região onde nenhum caminho existe entre o horizonte de eventos e a Terra. A borda da esfera de fótons mostra uma assimetria no brilho devido ao beaming de Doppler. A imagem foi divulgada em 2019 pela Colaboração do Telescópio do Horizonte de Eventos.

Um buraco negro supermassivo é uma classe de buracos negros encontrados principalmente no centro das galáxias. Ao contrário dos buracos negros estelares, que são originados a partir da evolução de estrelas de massa elevada, os buracos negros supermassivos foram formados por imensas nuvens de gás ou por aglomerados de milhões de estrelas que colapsaram sobre a sua própria gravidade quando o universo ainda era bem mais jovem e denso. Os buracos negros supermassivos possuem uma massa milhões ou até bilhões de vezes maior que a massa do Sol. A maioria dos buracos negros supermassivos já catalogados estão em forte atividade, ou seja, continuam atraindo matéria para si, aumentando ainda mais a sua massa.
Acredita-se que buracos negros supermassivos existam nos centros de quase todas as galáxias. O buraco negro no centro da Via Láctea, denominado Sagittarius A*, tem uma massa de aproximadamente quatro milhões de vezes a massa solar, determinada diretamente a partir da observação de órbitas estelares.
Dois buracos negros supermassivos foram fotografados diretamente pelo Telescópio Event Horizon: o buraco negro na gigante galáxia elíptica Messier 87 e o buraco negro no centro da Via Láctea (Sagittarius A*).

## História de pesquisas

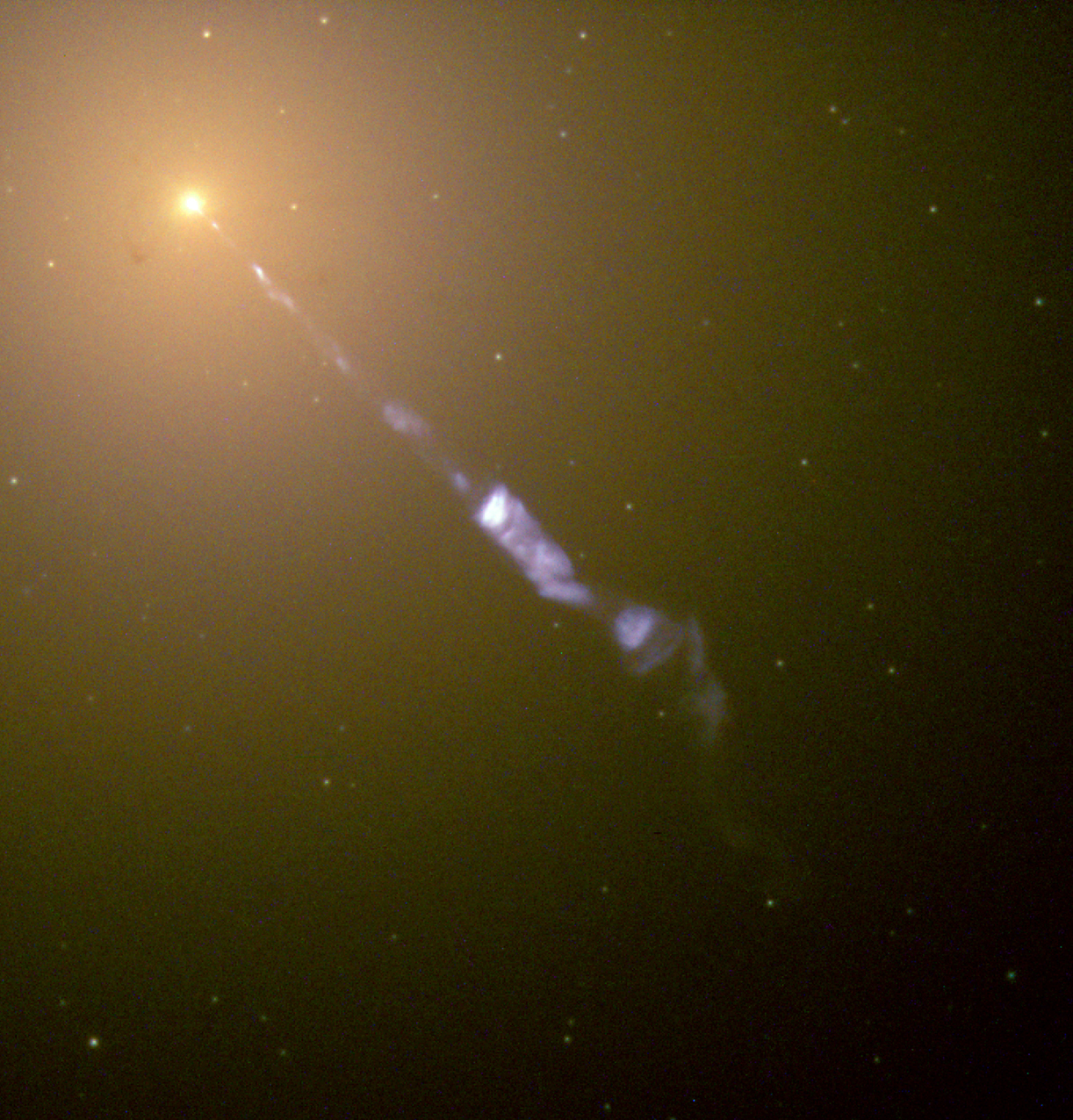
Imagem do Telescópio Espacial Hubble do jato relativístico da galáxia M87, criado por um buraco negro supermassivo no centro da galáxia

A investigação da fonte de rádio 3C 273 por Maarten Schmidt em 1963 foi o que deu origem ao estudo de buracos negros supermassivos. Inicialmente esse objeto foi considerado uma estrela, mas seu espectro não era o de uma estrela típica. Suas linhas de emissão de hidrogênio possuíam um forte desvio para o vermelho, indicando que o objeto estava se afastando da Terra. A lei de Hubble mostrava que o objeto estava a uma distância de bilhões de anos-luz, e portanto seu brilho era equivalente ao de centenas de galáxias. A taxa de variação da luz dessa fonte, chamada de objeto quase-estelar, ou quasar, indicava que a região emitindo luz estava concentrada em um diâmetro de um parsec ou menos. Até 1964, quatro objetos como esse haviam sido identificados.
Em 1963, Fred Hoyle e W. A. Fowler propuseram a existência de estrelas supermassivas para explicar a dimensão compacta e alto brilho dos quasares. Elas queimariam hidrogênio assim como as estrelas da sequência principal e teriam massas de cerca de 105 – 109 M☉. Contudo, Richard Feynman notou que estrelas acima de uma massa crítica são dinamicamente instáveis e iriam colapsar em um buraco negro, pelo menos se não tivessem rotação. Fowler propôs que as estrelas supermassivas sofreriam uma série de oscilações de colapso e explosão, o que explicaria o padrão de geração de energia. Appenzeller e Fricke (1972) construíram modelos desse comportamento, e mostraram que a estrela resultante ainda iria colapsar, concluindo que uma estrela supermassiva sem rotação de 0,75×106 M☉ "não pode escapar do colapso em um buraco negro através da queima de hidrogênio pelo ciclo CNO".
Edwin E. Salpeter e Yakov B. Zel'dovich sugeriram em 1964 que matéria caindo em um objeto compacto massivo poderia explicar as propriedades dos quasares. Para alcançar a geração de energia dos quasares, o objeto compacto deveria ter uma massa de cerca de 108 M☉. Donald Lynden-Bell notou em 1969 que o gás ao redor desse objeto formaria um disco plano que se move em espiral até o raio de Schwarzschild central. Ele notou que o brilho mais baixo do núcleo de galáxias próximas indica que estes são quasares mais velhos, já inativos. Enquanto isso, em 1967, Martin Ryle e Malcolm Longair sugeriram que praticamente todas as fontes de rádio extragalácticas poderiam ser explicadas por um modelo em que partículas são ejetadas das galáxias a velocidades relativísticas (próximas da velocidade da luz). Martin Ryle, Malcolm Longair e Peter Scheuer propuseram em 1973 que o núcleo compacto central poderia ser a fonte de energia desses jatos relativísticos.

Sagittarius A*, o buraco negro no centro da Via Láctea.

Arthur M. Wolfe e Geoffrey Burbidge notaram em 1970 que a grande dispersão de velocidade de estrelas no núcleo de galáxias elípticas só poderia ser explicada por uma grande concentração de massa no núcleo, alta demais para ser explicada por estrelas, mas consistente com um buraco negro massivo com 1010 M☉, ou vários buracos negros menores com massas de 103 M☉. Evidência dinâmica para um objeto escuro massivo foi encontrada no núcleo da galáxia elíptica ativa Messier 87 em 1978, inicialmente estimado em 5×109 M☉. Esse fenômeno foi descoberto em outras galáxias nos próximos anos, incluindo a Galáxia de Andrômeda em 1984 e a Galáxia do Sombrero em 1988.

Órbitas inferidas de seis estrelas em torno do candidato a buraco negro supermassivo Sagitário A* na Via Láctea Centro Galáctico.

Donald Lynden-Bell e Martin Rees sugeriram em 1971 que o centro da Via Láctea contém um buraco negro massivo. Sagittarius A*, uma fonte de rádio brilhante e extremamente compacta no centro da Galáxia, foi descoberta em fevereiro de 1974 pelos astrônomos Bruce Balick e Robert Brown usando o Green Bank Interferometer do National Radio Astronomy Observatory. A presença de um fonte de rádio ultracompacta, junto com a presença de gás ionizado a altas velocidades na região, era evidência de um buraco negro de 4–6×106 M☉ naquela posição.
Na década de 1990 o estudo de buracos negros supermassivos foi revolucionado com o lançamento do Telescópio Espacial Hubble e o desenvolvimento de observatórios terrestres, fornecendo a resolução necessária para observar os centros de muitas galáxias próximas. Em 1994 o instrumento Faint Object Spectrograph no Hubble foi usado para observar Messier 87, descobrindo gás ionizado orbitando o núcleo com uma velocidade de ±500 km/s. Os dados indicavam a existência de uma massa de (2,4 ± 0,7) ×109 M☉ concentrada em um espaço de 0,25 segundos de arco, evidência forte de um buraco negro supermassivo. Usando o Very Long Baseline Array para observar Messier 106, Miyoshi et al. (1995) demonstraram que a emissão de um maser de H2O nessa galáxia vinha de um disco gasoso no núcleo que orbitava uma massa concentrada de 3,6×107 M☉, limitada a um raio de 0,13 parsecs. Eles notaram que um aglomerado de buracos negros pequenos em um espaço tão pequeno seria instável, tornando um buraco negro supermassivo a única explicação viável. Na segunda metade da década de 1990, já havia evidências muito fortes de "objetos escuros" com milhões a bilhões de vezes a massa solar em várias galáxias, e suas massas mostravam correlações bem definidas com a massa e luminosidade do núcleo das galáxias.
Na década de 1990, novas técnicas de observação permitiram a detecção de estrelas individuais na região do centro da Via Láctea, cujos movimentos próprios altos indicavam de forma inequívoca a existência de uma massa escura de milhões de vezes a massa solar, que só podia ser explicada por um buraco negro supermassivo. Na década de 2000, o monitoramento dessas estrelas, especialmente uma conhecida como S2, revelou movimento orbital em torno do buraco negro e permitiu calcular diretamente uma massa de aproximadamente 4×106 M☉ para ele. Essas observações continuam até o presente, e devem fornecer valores cada vez mais precisos para a massa e distância do buraco negro. A estimativa mais recente (2017) é de uma massa de 4,28 ± 0,23 ×106 M☉.
No dia 10 de abril de 2019, o ESO junto a um grupo de radio-observatórios publicou os resultados de uma observação feita a partir de 9 radiotelescópios ao redor do mundo que juntos criaram um telescópio virtual com o diâmetro da Terra. Imagens registradas em ondas de rádio em 2017 revelaram o horizonte de eventos e o disco de acreção ao redor de um buraco negro supermassivo, com massa de 6,5 bilhões de vezes a do sol, localizado no centro da galáxia Messier 87, no aglomerado de virgem a 55 milhões de anos luz da Terra.

## Formação
Alguns modelos para a formação de buracos negros supermassivos já foram descritos. O mais óbvio é o lento acréscimo de matéria, começando de um buraco negro de um tamanho estelar. Outro modelo de formação de um buraco negro supermassivo envolve uma grande nuvem de gás colapsando com uma estrela relativa de talvez cem mil massas solares ou mais. A estrela então se tornaria instável à perturbações radiais devido ao par de elétron-pósitron produzido neste evento, e deve colapsar diretamente em um buraco negro sem uma explosão supernova, o que poderia ejetar a maior parte de sua massa e impedir de deixar um buraco negro remanescente. Ainda há outro modelo de explosão, que envolve um denso aglomerado de estrelas indo ao colapso enquanto a capacidade de calor negativa do sistema se leva a velocidade de dispersão no centro a velocidades relativas. Finalmente, buracos negros primordiais devem ter sido produzidos diretamente da pressão externa nos primeiros instantes depois do Big Bang.
A dificuldade em formar um buraco negro supermassivo se deve à necessidade de matéria suficiente para estar em um pequeno e suficiente volume. Esta matéria precisa ter um momento angular muito pequeno para que isto aconteça. Normalmente o processo de crescimento envolve o transporte de uma grande doação inicial de um momento angular exteriormente, e isto parece ser o fator limite no crescimento de um buraco negro, e explica a formação de discos de acrescimento.

## Distribuição de massa

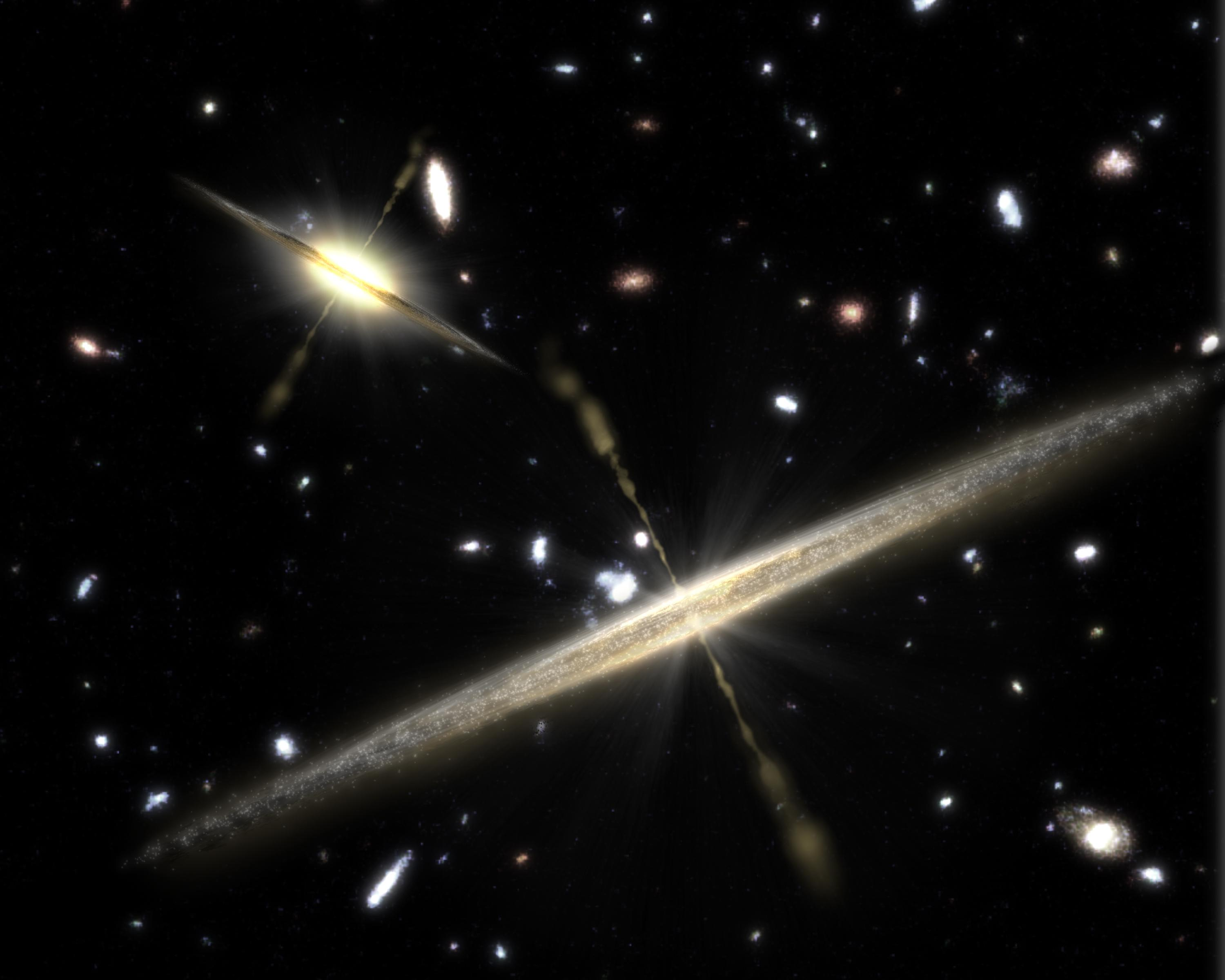
Concepção artística de buracos negros supermassivos em estado de atividade, formando quasares

Atualmente, parece haver uma lacuna na distribuição de massa de buracos negros. Há buracos negros de massa estelar, gerados a partir de estrelas em colapso, que chegam, talvez, a 33 massas solares. Por outro lado, o limite inferior para a massa de um buraco negro supermassivo é de cerca de 100 000 massas solares. Entre estes dois casos, há uma falta de buracos negros de massa intermediária. Tal lacuna sugeriria qualitativamente diferentes processos de formação. Entretanto, alguns modelos sugerem que fontes de raios X ultraluminosas podem ser buracos negros desse grupo intermediário.

## Atividade e evolução galáctica
Pensa-se que a gravitação de buracos negros supermassivos no centro de muitas galáxias alimenta objetos ativos, como galáxias e quasares de Seyfert. Um núcleo galáctico ativo (AGN) agora é considerado um núcleo galáctico que hospeda um buraco negro maciço que está acumulando matéria e exibe uma luminosidade suficientemente forte. A região nuclear da Via Láctea, por exemplo, carece de luminosidade suficiente para satisfazer essa condição. O modelo unificado de AGN é o conceito de que a grande variedade de propriedades observadas da taxonomia de AGN pode ser explicada usando apenas um pequeno número de parâmetros físicos. Os pesquisadores descobriram evidências de que ventos supermassivos de buracos negros podem alterar a taxa com que as galáxias são capazes de formar estrelas.

## Curiosidades
Em 2015 foi descoberto um buraco negro de 12 bilhões de massas solares em uma galáxia quase recém-nascida, apenas 875 milhões anos após o Big Bang.